# Finlandia en los Juegos Olímpicos de Lake Placid 1980
Finlandia estuvo representada en los Juegos Olímpicos de Lake Placid 1980 por un total de 52 deportistas que compitieron en 7 deportes.  
El portador de la bandera en la ceremonia de apertura fue el biatleta Heikki Ikola.

## Medallistas
El equipo olímpico finlandés obtuvo las siguientes medallas:
| Nombre                                                        | Deporte           | Competición       |
| ------------------------------------------------------------- | ----------------- | ----------------- |
| Oro                                                           |                   |                   |
| Jouko Törmänen                                                | Saltos en esquí   | Trampolín largo M |
| Plata                                                         |                   |                   |
| Jouko Karjalainen                                             | Combinada nórdica | Individual M      |
| Juha Mieto                                                    | Esquí de fondo    | 15 km M           |
| Juha Mieto                                                    | Esquí de fondo    | 50 km M           |
| Hilkka Riihivuori                                             | Esquí de fondo    | 5 km F            |
| Hilkka Riihivuori                                             | Esquí de fondo    | 10 km F           |
| Bronce                                                        |                   |                   |
| Helena Takalo                                                 | Esquí de fondo    | 10 km F           |
| Harri Kirvesniemi Juha Mieto Matti Pitkänen Pertti Teurajärvi | Esquí de fondo    | 4 × 10 km M       |
| Jari Puikkonen                                                | Saltos en esquí   | Trampolín largo M |